# Агата Гжибовська
Аґата Ґжибовська (пол. Agata Grzybowska; нар. 1984) — польська фотожурналістка, військова кореспондентка. Відома своїми світлинами з громадянської війни в Сирії, єгипетської кризи 2011—2014 років та Євромайдану в Україні.

## Життєпис
Аґата Ґжибовська народилася 1984 року. Закінчила Кіношколу в Лодзі, де вивчала фотографію.

### Професійна діяльність
Працювала фотокореспонденткою «Gazeta Wyborcza» у 2012 році. GW відряджала її як військового фотокореспондента на громадянську війну в Сирії, в Єгипет під час кризи 2011—2014 років та в Україну під час Євромайдану. Фотографії Ґжибовської з протестів у Польщі поширюються на міжнародному рівні через Associated Press та Thomson Reuters.
Одна з фотографій Грабовської, зроблена в Києві під час Євромайдану, 16 січня 2014 року, у «чорний четвер», отримала нагороду BZ WBK Press Foto за 2015 рік. Ґжибовська описала сцену, яку вона побачила, прибувши в центр подій в Києві ввечері 16 січня, як «післявоєнний пейзаж». Вона розповіла, що підраховували жертви і надавали допомогу пораненим. Ґжибовська описала сцену на своїй фотографії, зазначивши, що вона побачила кількох виснажених протестувальників, які на мить зупинилися перед барикадою з шин, не знаючи, чи не стануть вони наступними жертвами; що в повітрі стояв дим; і що вона намагалася показати «глибину людського існування».

#### Затримання на протесті проти Чарнека
Під час польських протестів у жовтні-листопаді 2020 року агентство Associated Press широко розповсюдило фотографію Ґжибовської, зроблену 18 листопада, на якій журналістці надають допомогу після нападу поліції зі сльозогінним газом.
23 листопада 2020 року була затримана поліцією під час протесту проти міністра науки і освіти Пшемислава Чарнека у Варшаві. Її відпустили о 19-й годині за місцевим часом, через дві години після затримання.

## Нагороди
Фотоінтерв'ю Ґжибовської з дев'ятьма людьми, які живуть ізольовано в Бещадах, опубліковані під назвою «9 брам без вороття» (пол. 9 bram, z powrotem ani jednej), отримали кілька нагород, у тому числі нагороду «Фотокнига року 2017» від Grand Press Photo. Ґжибовська описує свій вибір відвідати самотніх людей, які живуть у Бещадах, як спонтанне рішення, що виникло в результаті усвідомлення того, що життя самотніх людей схоже на її життя як військового фотографа, як відхід від повсякденності, хоча і в різний спосіб. Вона провела в горах кілька місяців.